# Adrián Laso
Adrián Laso González (Palencia, Castilla y León, 5 de junio de 1990) es un baloncestista español. Con 2,05 m de estatura, juega en la posición de Pívot para el equipo riojano del  Cocinas.com de la LEB Oro.
Es internacional por España en categorías inferiores y forma parte de la selección España-2014, formada en el verano de 2012 por la Federación Española de Baloncesto.

## Trayectoria
- Categorías inferiores. CD Blanca de Castilla y Baloncesto Fuenlabrada
- CB Illescas (2009-2011)
- Baloncesto Fuenlabrada (2011-2012)
- CB Óbila (2011-2012)
- Baloncesto Fuenlabrada (2012-2013)
- CB Breogán (2013-2014)
- Melilla Baloncesto (2014-2015)
- Cocinas.com (2015-)